# The Laughing Policeman (film)
The Laughing Policeman is een Amerikaanse misdaadfilm uit 1973 onder regie van Stuart Rosenberg. Het scenario is gebaseerd op de gelijknamige roman uit 1968 van de Zweedse auteurs Maj Sjöwall en Per Wahlöö.

## Verhaal
In San Francisco worden acht inzittenden van een bus neergeschoten. Een van de slachtoffers is agent Dave Evans. Om de identiteit van de daders te kunnen achterhalen begint de politie een onderzoek naar het leven van de slachtoffers. Jake Martin, een collega van Dave, is ervan overtuigd dat de moordpartij iets te maken heeft met een onopgehelderde zaak.

## Rolverdeling
| Acteur             | Personage                  |
| ------------------ | -------------------------- |
| Walter Matthau     | Jake Martin                |
| Bruce Dern         | Leo Larsen                 |
| Louis Gossett jr.  | James Larrimore            |
| Albert Paulsen     | Henry Camerero             |
| Anthony Zerbe      | Nat Styner                 |
| Val Avery          | John Pappas                |
| Cathy Lee Crosby   | Kay Butler                 |
| Mario Gallo        | Bobby Mow                  |
| Joanna Cassidy     | Zuster Monica              |
| Shirley Ballard    | Grace Martin               |
| William Hansen     | Schwermer                  |
| Don Borisenko      | Mike Collins               |
| Paul Koslo         | Duane Haygood              |
| Louis Guss         | Gus Niles / Andrew Medford |
| Frances Lee McCain | Prostituee                 |

## Productie

### Ontwikkeling
In 1968 publiceerde het Zweeds schrijversechtpaar Maj Sjöwall en Per Wahlöö de politieroman De lachende politieman (originele titel: Den skrattande polisen). Het was het vierde boek uit hun reeks rond het hoofdpersonage Martin Beck. In 1971 werd de thriller in de Verenigde Staten bekroond met de Edgar Allan Poe Award. In diezelfde periode besloot producent en regisseur Stuart Rosenberg het boek te verfilmen in dienst van 20th Century Fox. 
Hij huurde Thomas Rickman in om het boek om te vormen tot een scenario. Volgens de scenarist was zijn versie slechts gedeeltelijk gebaseerd op het originele boek en werden er verschillende Amerikaanse locaties overwogen ter vervanging van Stockholm, waar het boek van Sjöwall en Wahlöö zich afspeelde. Zo werden onder meer Staten Island, Miami en New Orleans overwogen. Uiteindelijk koos Rosenberg ervoor om het misdaadverhaal naar de Californische stad San Francisco te verhuizen. De stad, die sinds de jaren 1960 geteisterd werd door onder meer de Zodiac Killer, diende in die periode wel vaker als hoofdlocatie voor misdaadfilms en tv-series. Onder meer Bullitt (1968), Dirty Harry (1971), The Streets of San Francisco (1972–1977) en The Conversation (1974) speelden zich in San Francisco af. Ook de protagonist onderging een verandering; de naam van politieagent Martin Beck werd voor de film veranderd in Jake Martin.
Aanvankelijk benaderde Rosenberg acteur en onafhankelijk filmmaker John Cassavetes om de hoofdrol te vertolken en Allen Garfield om luitenant Steiner te spelen. Cassavetes was een poos bij het project betrokken en herschreef zelfs het scenario. Uiteindelijk zou hij net als Garfield afhaken. In de maanden voorafgaand aan de opnames werd het scenario nog meermaals herschreven door Rosenberg zelf. De regisseur trok vier maanden op met de San Francisco Homicide Department en schakelde politie-inspecteurs Charles Ellis en Gus Coreris in als technisch adviseurs. Rosenberg bezocht samen met inspecteur David Toschi, die onder meer de Zodiac-moorden onderzocht, ook een plaats delict waar net een moord gepleegd was. Enkele zaken die de regisseur tijdens zijn samenwerking met de San Francisco Homicide Department te zien of te horen kreeg, werden later in het scenario verwerkt.

### Casting en opnames
Walter Matthau werd gecast als het hoofdpersonage Jake Martin en ontving een salaris van 350.000 dollar. Bruce Dern, die enkele jaren eerder van Rosenberg geen kans had gekregen om een rol in diens film Cool Hand Luke (1967) te bemachtigen, werd in december 1972 omwille van zijn acteerprestatie in de films Silent Running (1972), The Cowboys (1972) en The King of Marvin Gardens (1972) gecast als Leo Larsen, de collega van Jake Martin. Dern ontving een salaris van 35.000 dollar, een tiende van wat Matthau verdiende. The Laughing Policeman werd Derns eerste film waarin zijn naam boven de titel van de film geplaatst werd.
De keuze voor Matthau als de norse, serieuze politieagent was opmerkelijk omdat de acteur vooral bekend was om zijn komische rollen in films als The Odd Couple (1968) en Hello, Dolly! (1969). Midden jaren 1970 ging hij tegen zijn reputatie als komisch acteur in en speelde hij achtereenvolgens mee in drie misdaadfilms: Charley Varrick (1973), The Laughing Policeman (1973) en The Taking of Pelham One Two Three (1974).
De opnames gingen op 12 februari 1973 van start en eindigden midden april. Er werd hoofdzakelijk op locatie in San Francisco gefilmd. Zelfs voor de scènes die zich binnen afspelen, werden geen opnamestudio's maar bestaande locaties gebruikt. Om het realisme te verhogen werden nevenpersonages zoals verpleegkundigen, dokters en lijkschouwers vaak vertolkt door personen die het beroep in het dagelijks leven ook uitoefenden.

### Post-productie en release
Charles Fox werd ingehuurd om de filmmuziek te componeren. Omdat Rosenberg tijdens zijn voorbereiding op de film enkele dagen had meegereden met een politieagent in wiens patrouilleauto de radio steevast op een kanaal stond dat enkel bigbandmuziek uit de jaren 1940 uitzond, werd besloten om de filmmuziek op die stijl te baseren.
Op 20 december 1973 ging The Laughing Policeman in New York in première. De film werd slechts enkele weken na de populaire politiefilm Serpico (1973) in de bioscoop uitgebracht en werd geen commercieel succes. In maart 1974 werd de film in Nederland uitgebracht onder de titel De negende passagier.